# جميل دم
جميل دم (بالألمانية: Raphael Jamil Dem)‏ هو لاعب كرة قدم ألماني في مركز قلب الدفاع، ولد في 9 مارس 1993 في برلين في ألمانيا. لعب مع كيمنتزر.

## وصلات خارجية
- جميل دم على موقع قاعدة بيانات كرة القدم.إي يو (الإنجليزية)
- جميل دم على موقع بيانات كرة القدم. دي إي (الألمانية)
- جميل دم على موقع عالم كرة القدم.نت (الإنجليزية)